# Strongylostoma elongatum
Strongylostoma elongatum är en plattmaskart. Strongylostoma elongatum ingår i släktet Strongylostoma och familjen Typhloplanidae. Inga underarter finns listade i Catalogue of Life.